# Batalla de Boknafjorden
La batalla de Boknafjorden fue, tras la batalla de Nesjar, el segundo capítulo del conflicto bélico entre las fuerzas del rey Olaf II el Santo que representaba el nuevo feudalismo medieval e imposición del cristianismo, y los reinos vikingos paganos y tradicionalmente sometidos al thing asambleario de hombres libres (bóndi) encabezados por el poderoso rey rugio, Erling Skjalgsson. El conflicto armado tuvo lugar el 21 de diciembre de 1028 en el fiordo de Bokn, reino de Rogaland, Noruega.
Las relaciones entre Olaf II y Erling Skjalgsson no siempre fueron ásperas, el rey Olaf buscaba esporádicamente la alianza con el rey rugio para afianzar su reinado, una relación que no fue siempre fácil y que fracasó tras la muerte del sobrino de Erling, Asbjørn Selsbane, que acabó por enturbiar las relaciones con la corona. Erling viajó a Inglaterra buscando el apoyo de Canuto el Grande en 1027, y en otoño de 1028 regresó con un ejército y la intención de enfrentarse militarmente al rey Olaf. 
Durante la batalla, la nave de Erling fue apresada y el rey rugio capturado. Olaf era consciente de que la figura de Erling Skjalgsson y sus aliados tradicionalistas era vital para conservar su reinado; aunque estaba dispuesto al perdón, la actitud de continua afrenta hacia Olaf y sus acusaciones de traición a los reinos noruegos, provocó que uno de los hombres del rey Aslak Fitjaskalle, noble terrateniente de Fitjar, acabara por decapitarle de un hachazo. 
El mismo Olaf, profetizó que el precio por la muerte de Erling le iba a costar la corona. Según Heimskringla, Olaf le dijo a Aslak, «¡Loco, acabas de arrebatar Noruega de mis manos!». La predicción del rey se convirtió en certera. Dos años más tarde, respaldados por Canuto el Grande, los aliados del difunto Erling se levantaron en armas y mataron al rey Olaf en la batalla de Stiklestad.